# ضفدع الأشجار الرائع
تم وصف ضفدع الأشجار الرائع أو ضفدع الأشجار الخلاب و بتسمية ثانية باللغة اللاتينية (Litoria splendida)، من فصيلة الضفادع التي تقتات فوق الأشجار، لأول مرة في عام 1977. وهو يتواجد في نطاق محدود، ينتشر فقط في الساحل الشمالي الغربي لأستراليا ضمن الإقليم الشمالي و ايضاً في غربي أستراليا. له مظهر مشابه ومحير بدرجة كبيرة مع ضفادع الأشجار المرقطة باللون الابيض.

## ضفدع الأشجار الرائع

### الوصف
يعتبر ضفدع الأشجار الرائع كبير الحجم نسبياً، حيث يصل طول الذكور إلى 10.4 سم (4.1بوصة) والإناث 10.6 سم (4.2بوصة).  يمتاز بلون زيتوني مائل إلى الأخضر الناصع لدى الأسطح الظهرية وأبيض لدى الأسطح البطنية. الجانب السفلي من القدمين والساقين ذات لون أصفر ناصع. وتملك معظم هذه الفصيلة نقاط بيضاء أو ذات لون كبريتي على ظهورها، وبكثافة متفاوتة. يمكن تمييز ضفادع الأشجار البالغة عن ضفادع الأشجار المرقطة باللون الأبيض من خلال تواجد الغدد النكفية الكبيرة، والتي تغطي الجزء العلوي من رؤوسهم بالكامل وتتدلى فوق طبلة الأذن. طبلة الأذن تعتبر كبيرة الحجم تقريباً بحجم العين ومغمورة جزئياً بالغدة النكفية.

## البيئة والسلوك
ضفادع الأشجار الرائعة تستوطن منطقة كيمبرلي غربي أستراليا، وتدخل في الكهوف والشقوق الصخرية خلال النهار. و يشبه إلى حد كبير الضفادع الكبيرة الأخرى في أستراليا، وضفدع الأشجار المرقط بالأبيض، وضفدع الأشجار العملاق، ينتشرون في مناطق بالقرب من البشر، ويمكن العثور عليها حول المباني والمراحيض والحمامات وخزانات المياه. و هي تعتبر من الفصائل الليلية، فهي تصطاد وتتكاثر في الليل.
قد تحدث عملية التكاثر خلال موسم الأمطار. و دعوة الذكر تشبه دعوة ضفدع الأشجار المرقط بالأبيض بدرجة كبيرة، وهي عبارة عن نقيق عميق يتكرر عدة مرات. و لم تتم دراسة عادات التكاثر لغاية الآن في ضفدع الشجرة الرائع.

## وصفه بالحيوان الأليف
يحتفظ به كحيوان أليف في أستراليا، وقد يتم الاحتفاظ بهذا الحيوان في الأسر عقب أخذ تصريح مناسب.